# Fackskoleingenjör
Fackskoleingenjör är den lägsta nivån av ingenjör i Sverige. Utbildningen omfattade tidigare tvåårig fackskola och fanns med inriktning på ellära, kraft, byggnation, kemi och maskin. Då fackskolan upphörde fanns utbildningen kvar i den efterföljande gymnasiereformen. Utbildningen omfattade två års teoretiska studier, med ett praktikår mellan de båda åren. Utbildningen kallades på gymnasieskolan för tvåårig teknisk linje.